# Společnost 3. září
Společnost 3. září (JS; čínsky v českém přepisu Ťiou-san süe-še, pchin-jinem Jiǔsān Xuéshè, znaky zjednodušené 九三学社, tradiční 九三學社) je jednou z osmi menších politických stran v Čínské lidové republice působících pod vedením Komunistické strany Číny. 
Ke konci roku 2022 měla Společnost 3. září přes 204 000 členů, převážně vědců a kvalifikovaných odborníků humanitních i technických oborů. Ve Všečínském shromáždění lidových zástupců zvoleném roku 2023 má 56 poslanců (z 2977), v jeho stálém výboru 5 poslanců (ze 175). V Čínském lidovém politickém poradním shromáždění má 45 zástupců (z 544 křesel přidělených politickým stranám).
Předsedou ústředního výboru Společnosti 3. září je od roku 2017 Wu Wej-chua. 

## Historie
Koncem roku 1944 uspořádala skupina pokrokových vědců v Čchung-čchingu fórum o demokracii a vědě, aby usilovala o vítězství ve válce s Japonskem a o politickou demokracii, a pokračovala tak v duchu hnutí 4. května. Na památku vítězství v protijaponské válce a 2. světové válce se 3. září 1945 přeměnila na Společnost 3. září. V květnu 1946 v Čchung-čchingu proběhla oficiální ustavující konference Společnosti 3. září.
V září 1949 se zástupci společnosti zúčastnili jednání  Čínského lidového politického poradního shromáždění a podíleli se na formulaci společného programu shromážděné pro Čínskou lidovou republiku. Od té doby reprezentanti Společnosti 3. září zastávali významné funkce v ústřední lidové vládě, mají zastoupení v Čínském lidovém politickém poradním shromáždění i v parlamentu (Všečínském shromáždění lidových zástupců). 
Během kampaně proti pravičákům roku 1958 byla řada členů strany vládnoucími komunisty zhodnocena jako pravičáci a vyřazena z politického života a činnost společnosti byla poté omezena. Během kulturní revoluce byla nucena přerušit činnost, po skončení revoluce roku 1976 postupně obnovila své aktivity.

## Organizace a vedení
Nejvyšším orgánem Společnosti 3. září je celostátní sjezd, sjezd schvaluje stanovy strany, volí ústřední výbor a vyslechne zprávu o práci odstupujícího ústředního výboru. Ústřední výbor je nejvyšším orgánem strany mezi sjezdy, schází se každoročně a k běžnému řízení strany volí stálý výbor ústředního výboru, včetně jeho předsedy a místopředsedů. Celostátní sjezdy v Čínské lidové republice proběhly roku 1950, 1952, 1956, 1958, pak po delší přestávce roku 1979, 1983, 1988, 1992 a poté pravidelně v pětiletých intervalech v letech 1997, 2002, 2007 atd.
Společnost 3. září vydává časopisy Demokracie a věda (Min-ču jü kche-süe) a Ústřední zpravodajství Společnosti ťiou-san (Ťiou-san čung-jang še-sün).  
Společnost tvoří především vědci a kvalifikovaní odborníci humanitních i technických oborů. Roku 2007 měla strana přes 105 000 členů, K červnu 2014 měla Společnost 3. září 30 organizací na úrovni provincií, 317 organizací na úrovni prefektur a okresů a 5 653 organizací na místní úrovni, celkový počet členů přesahoval 145 000, přičemž 80 % členů bylo z hlavních odvětví vědy a techniky, vysokého školství a lékařství a zdravotnictví. K červnu 2023 měla společnost přes 211 000 členů v 7 874 základních organizacích.
V čele Společnosti 3. září stojí předseda jejího ústředního výboru:
- Sü Te-cheng, květen 1946 – prosinec 1987;
- Čou Pchej-jüan, leden 1988 – prosinec 1992;
- Wu Ťie-pching, prosinec 1992 – prosinec 2002;
- Chan Čchi-te, prosinec 2002 – prosinec 2017;
- Wu Wej-chua, od prosince 2017.